# Rhachisphora oblongata
Rhachisphora oblongata is een halfvleugelig insect uit de familie witte vliegen (Aleyrodidae), onderfamilie Aleyrodinae.
De wetenschappelijke naam van deze soort is voor het eerst geldig gepubliceerd door Ko, Wu & Chou in 1998.